# Hongikonkangas
Hongikonkangas är en ö i Finland. Den ligger i sjön Venetjoen tekojärvi och i kommunen Karleby i den ekonomiska regionen  Karleby  och landskapet Mellersta Österbotten, i den centrala delen av landet, 400 km norr om huvudstaden Helsingfors. Öns area är 7,8 hektar och dess största längd är 460 meter i sydöst-nordvästlig riktning.